# Wereldkampioenschappen wielrennen 1960
De wereldkampioenschappen wielrennen 1960 werden gehouden op 13 en 14 augustus op de Sachsenring nabij Hohenstein-Ernstthal. Het is de enige maal geweest dat de wereldkampioenschappen wielrennen zijn georganiseerd in de Duitse Democratische Republiek.
De wegwedstrijd bij de beroepsrenners werd gewonnen door Rik Van Looy, die in een groepsspurt de wereldkampioen van het vorig jaar, André Darrigade versloeg. Bij de dames won de Britse Beryl Burton. De Oost-Duitser Bernhard Eckstein werd wereldkampioen bij de amateurs. 

## Uitslagen

### Beroepsrenners
Datum: 14 september. Afstand: 279,3 kilometer (32 ronden). 
| Plaats | Renner           | Land                         |
| ------ | ---------------- | ---------------------------- |
| 1      | Rik Van Looy     | in 7u47'27"                  |
| 2      | André Darrigade  | Vlag van Frankrijk           |
| 3      | Pino Cerami      | Vlag van België              |
| 4      | Imerio Massignan | Vlag van Italië              |
| 5      | Raymond Poulidor | Vlag van Frankrijk           |
| 6      | Hans Junkermann  | Vlag van Duitsland           |
| 7      | Charly Gaul      | Vlag van Luxemburg           |
| 8      | Piet Damen       | Vlag van Nederland           |
| 9      | Jacques Anquetil | Vlag van Frankrijk           |
| 10     | Brian Robinson   | Vlag van Verenigd Koninkrijk |

### Amateurs
Datum: 13 september. Afstand: 174,62 km (20 ronden).
| Plaats | Renner               | Land        |
| ------ | -------------------- | ----------- |
| 1      | Bernhard Eckstein    | in 4u43'31" |
| 2      | Gustav-Adolf Schur   | 4u43'48"    |
| 3      | Willy Vanden Berghen | z.t.        |

### Dames
Datum: 14 september. Afstand: 61,116 km. Deze wedstrijd werd gereden in Leipzig.
| Plaats | Renner              | Land                                    |
| ------ | ------------------- | --------------------------------------- |
| 1      | Beryl Burton        | in 1u54'39"                             |
| 2      | Rosa Sels           | Vlag van België                         |
| 3      | Elisabeth Kleinhans | Vlag van Duitse Democratische Republiek |

1921 · 
1922 · 
1923 · 
1924 · 
1925 · 
1926 · 
1927 · 
1928 · 
1929 · 
1930 · 
1931 · 
1932 · 
1933 · 
1934 · 
1935 · 
1936 · 
1937 · 
1938 · 
1946 · 
1947 · 
1948 · 
1949 · 
1950 · 
1951 · 
1952 · 
1953 · 
1954 · 
1955 · 
1956 · 
1957 · 
1958 · 
1959 · 
1960 · 
1961 · 
1962 · 
1963 · 
1964 · 
1965 · 
1966 · 
1967 · 
1968 · 
1969 · 
1970 · 
1971 · 
1972 · 
1973 · 
1974 · 
1975 · 
1976 · 
1977 · 
1978 · 
1979 · 
1980 · 
1981 · 
1982 · 
1983 · 
1984 · 
1985 · 
1986 · 
1987 · 
1988 · 
1989 · 
1990 · 
1991 · 
1992 · 
1993 · 
1994 · 
1995 · 
1996 · 
1997 · 
1998 · 
1999 · 
2000 · 
2001 · 
2002 · 
2003 · 
2004 · 
2005 · 
2006 · 
2007 · 
2008 · 
2009 ·
2010 · 
2011 · 
2012 · 
2013 · 
2014 · 
2015 · 
2016 · 
2017 · 
2018 · 
2019 · 
2020 ·
2021 ·
2022 ·
2023 ·
2024 ·
2025 ·
2026